# Philippe Guénin
Philippe Guénin, de son vrai nom Philippe Gourret, né à Paris le 4 octobre 1965, est un écrivain et artiste pluridisciplinaire français. Son œuvre poétique est hybride : elle comporte des poèmes, des éléments de fictions, et expérimente certaines formes de poésie sonore. Il est aussi chanteur-auteur, son répertoire oscille entre le blues, le jazz, la pop et la world music. En tant que plasticien — performance, peinture, vidéo, photographie —, il se situe entre autres dans le sillage de l'Action painting et du Body art.
Parallèlement à ses activités artistiques, il a soutenu une thèse de philosophie sur la littérature du chaos et le mysticisme de l’indicible intitulée Schizographies : vers la désintégration des mots,. Il s’est ensuite passionné pour les grandes figures de la mystique chrétienne (telles que Thérèse d’Avila ou Angèle de Foligno) et a écrit un essai intitulé L’Éros fou - essai sur l’amour et l’érotisme chrétien.
Il est par ailleurs l'arrière-petit-fils du zoologiste Paul Gourret.

## Œuvres littéraires

### Ouvrages

#### Tessons de lune
Son premier ouvrage Tessons de lune est publié au Mercure de France dans la collection « Les Lettres françaises » en 1992. Les dessins sont de Colette Deblé. La quatrième de couverture est de Martin Stanze : « L'amant au sexe indécis sans cesse se métamorphose dans la minéralité des mots qui le chantent, l'appellent, le crient, l'incarnent, l'essoufflent [...] Ce texte en revient au mythe de l'androgyne pour tirer ses leçons de ténèbres. » Sur Tessons de lune Hugo Marsan publie un article dans le journal Les Lettres françaises intitulé « La mise amour » qui est aussi le titre d'un roman de cet auteur.

#### Chants d'Aluminium
Son deuxième livre, Chants d'Aluminium, parait en 1994, publié dans la collection « Digraphe », Gallimard. La préface est signée Hugo Marsan : « Guénin est aux prises avec notre langue, la saisit à bras le corps, fait rendre l’âme à cette incertitude du sexe qui, jusque dans la grammaire, se veut séparation, amoindrissement, frontière, code, jusqu’à ne plus rien vouloir dire quand on s’épuise à cette misérable répartition entre homme et femme, pénétré pénétrant, creux volume, phallus vagin… » Pour Chant d'Aluminium Philippe Guénin est interviewé sur France Culture avec la participation de Gilbert Lascault.

#### Mondes récitatif
En 2001, il publie aux éditions Bernard Dumerchez son troisième livre, Mondes récitatif, avec un CD de textes lus et accompagnés de chants diphoniques. Le dessin de couverture est de Monique Kissel. « Le chant est ici fait de laisses monosyllabiques, dans les ruines des langues après la guerre (…) la litanie réfute la communication comme la communion, le chant seul peut se mordre les lèvres ». Ce livre a fait l’objet de performances de poésie sonore réalisées par l’auteur au Centre national d'art et de culture Georges-Pompidou à Paris et au C.I.P.M de la Vieille Charité à Marseille. Éric Maclos écrit un article dans la revue 100 titres pour la poésie.

#### Temps
Temps est son quatrième livre dans la collection « Poètes des cinq continents » aux éditions L'Harmattan en 2007 : « À chaque partie de ce livre s’ouvrent des lieux et des temps différents que viennent incarner les figures du poète, du psychopathe ou du mystique ». (quatrième de couverture). À partir de ce livre, une performance sonore a été réalisée à la Bibliothèque nationale de France à Paris dans le cadre du Marché de la poésie 2006.

#### Anatomies du Néant
Anatomies du Néant est publié en 2014, il s'agit du cinquième livre de Philippe Guénin, dessin de couverture Kej, éditions Bernard Dumerchez, 2014. Fabrice Thumerel écrit dans la revue Libr-critique : « Dialogue, polyphonie, cut-up, poésie spatiale, écriture sismographique s’alternent pour cancériser un monde sursaturé d’images et de discours – pour nous donner à voir/entendre de curieuses anatomies du néant. » À partir de cette œuvre littéraire Philippe Guénin a réalisé une performance qui sera filmée par Paris première. En 2014, Jean-Marie Corbusier écrit dans le site Recours au poème, à propos d'Anatomie du Néant : « c’est un livre de poésie expérimentale accompagné d'un manifeste. Philippe Guénin nous dit : rechercher des paroles différentes – un mot  pour un autre (…) Une expérience enrichissante visant à décrotter le langage banal, éculé, fatigué, un dire qui s’épanouit par lui-même étant sa seule ressource, son seul miroir, sa raison d’être ».
  
Marianne Desrosiers, dans un article publié en ligne, écrit : « Lire Guénin est une expérience à multiples facettes [...] Entre poésie expérimentale, philosophie et dénonciation politique libertaire... un livre pour le moins original et traversé par un style qui ne l'est pas moins. »

#### L’Éros fou - essai sur l’amour et l’érotisme chrétien
L’Éros fou - essai sur l’amour et l’érotisme chrétien est publié en juin 2025 aux éditions Douro. Cet essai, qui se situe aux "carrefours des savoirs" - philosophie, psychanalyse et neurosciences -, mène une exploration approfondie des grandes extases d’amour qui relèvent des expériences mystiques chrétiennes les plus singulièrement charnelles. Lorsque cet essai était en cours d’écriture, Agnès Giard a écrit sur celui-ci deux articles dans Libération,.

### Participation aux revues littéraires

#### Décapage (éd. Flammarion)
La Voix de Béatrice, nouvelle écrite sous le nom de Phil Guenin, no 63, mars 2021.

#### Digraphe (éd. Mercure de France)
| - Systoles, no 63 - Vers la désintégration des mots, no 64 - Non lieu : la terre, no 65 - Entre-temps, no 66 - Bruits d’Avila, no 70 | - Extraits des cahiers de feu, no 76, juin 1996 - Théâtre, no 78 - Deux échos au con d’Irène, no 82 - Divague le feu, no 86 |

Entretiens :
- Entretien avec Bernard Heidsieck, no 68, 1994
- Entretien avec René Schérer, no 78
- Entretien avec Eugène Guillevic, no 80/81 (1997) p. 156-9

Traductions :
- Traduction du poème de François d'Assise, « Canticum fratis solis », no 79, hiver 1996/1997
- Traduction du poème de Danielle Willis, « Petit déjeuner au quartier de la viande », no 84

#### Les Lettres françaises
- Poème ZED le psychopathe, no 23, août 1992
- Entretien avec Eugène Guillevic, no 32, mai 1993 ; republié dans Digraphe no 80/81 à l'occasion de son décès (voir plus haut)

#### Le Sourire vertical
En juin 1994, il écrit dans le premier numéro de la revue Le Sourire vertical, un texte intitulé « Zed-Eros », aux côtés de Marcelin Pleynet, entre autres.

#### Recours au poème
VOX NOX  (le schizophrène, le philosophe et le poète).

## Peintures et photographies

### Expositions personnelles

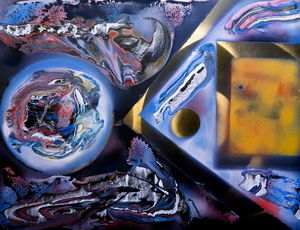
Tableau de Philippe Guénin - Acrylique, 50x65.

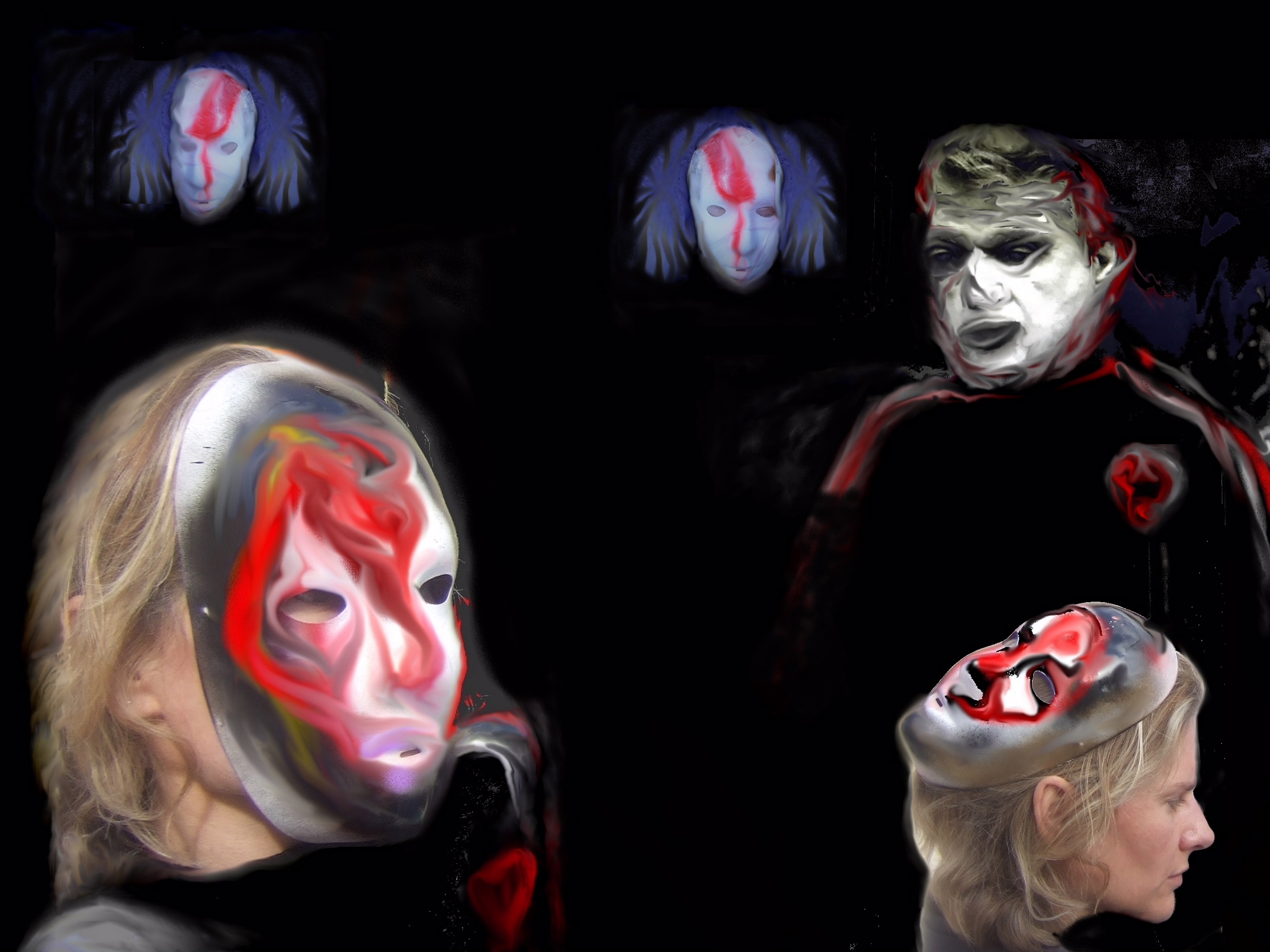
Destination F. Bacon, photo - peinture digitale de P. Guénin parue dans Artension no 177 (février 2023).

- Exposition L'Assomption du chaos, galerie La Rotonde - Yvon Birster, Paris, 2008[18].
- Exposition L'Assomption du chaos II, galerie La Rotonde - Yvon Birster, Paris, mai 2010[18].
- Exposition Cosmographies négatives, galerie La Rotonde - Yvon Birster, Paris, septembre 2011[18].
- Exposition Cosmographies II, peintures et photographies, galerie La Rotonde - Yvon Birster, Paris, octobre 2012[18].
- Exposition L'âme du chaos, peintures et photographies, galerie Art Gallery, Bruxelles, février 2013[19].
- Galerie La Ville A des Arts, Paris 75018, septembre 2021.

### Expositions  collectives
- De 2007 à 2009 il participe aux expositions collectives organisées par Laure Fardoulis
- Centre culturel Condorcet - Photographies (Viry Chatillon 2013)
- Salon Les Rendez-vous de l'Image - Photographies (Strasbourg, Palais des congrès 2014)
- Galerie Étienne de Causans - Peintures (Paris, 2016)
- MUDO Musée de l'Oise - expo collective ( Beauvais, 24/03 - 21/10/2018)
- Le Salon  d’Automne de Paris – section photographie, La Grande Halle de la Villette, octobre 2022[20]
- Le Salon d’Automne de Paris – section photographie, La Grande Halle de la Villette, janvier 2024

Autres expositions collectives
- Sur Rendez-vous images photographies en ligne[21]

## Vidéos
- Présences 1 et Présences 2, collectif Singularte, Kej, 2009.
- Visage-miroir totémique, collectif Singularte, Kej, Ariane S., 2009.
- The Flower, collectif Kaokosmos, Kej, 2011.
- Ecce Homo, Auteur-réalisateur Philippe Guénin - Coréalisateur Rodolpho Espinoza Rios - Acteurs : Kej, Ariane Schréder, 2011[22].
- Dereliction One, collectif Kaokosmos - Auteur-réalisateur Philippe Guénin - Coréalisateur Rodolpho Espinoza Rios - Acteurs : Philippe Guénin, Palmira, Kej, 2012[23].
- The Witch, Auteur-réalisateur Philippe Guénin - Coréalisateur Rodolpho Espinoza Rios - Acteurs : Philippe Guénin, Kej, Ariane S., 2012[24].
- Animal for Angel Touch, Auteur-réalisateur Philippe Guénin - Coréalisateur Rodolfo Espinoza Rios - Acteurs : Stéphane Vonthron, Ariane Schréder, 2012[25].
- Angel Touch (nouvelle version), auteur-réalisateur Phil Guénin - Acteurs: Ariane Schréder, Stéphane Vonthron - Musique: Mourad Baali - Caméraman : Rodolfo Espinoza Rios - Montage : Jean L., 2022.

## Performances
- Bruits d'Avila, mise en scène Monique Kissel, actrice Annick Foucault dite Maîtresse Françoise, la Sorbonne, Paris[26]
- Transfiguration, actrice Annick Foucault dite Maîtresse Françoise, le Théâtre Poème, Bruxelles, 1995, le Théâtre du Lavoir moderne, Paris, 1995[27]
- Le printemps des poètes, lectures, rencontres. 23/03/2001[28]
- Marché de la poésie, Paris
- Bibliothèque nationale de France
- Centre Georges-Pompidou Revues parlées
- Centre international de poésie Marseille[29]
- Galerie J. et J. Donguy, Paris
- L'oiseau Tonnerre, galerie Le Vent des Arts, Paris 17e, Kej, Aymé Sophie Aymé, Lysa Lorca, 1er avril 2009 (reportage sur Paris Première[30]
- Anatomies du Néant, librairie-galerie le Monte-en-l'air[31] et le Village suisse, Paris 15e, Kej, Laureen, performance filmée par Paris Première, Paris 2014[32]

## Musique
Au printemps 2024, sous le nom de Phil Guénin, il cofonde le groupe Platine avec la chanteuse-écrivaine Ariane Schréder. Platine est un groupe de blues-pop avec un répertoire en anglais et en français. A. Schréder et Ph. Guénin forment le duo vocal de ce groupe, ils sont entre autres accompagnés par un pianiste, un guitariste, un bassiste et un batteur,,,. En début d’année 2025, Platine intègre le label Yellow Leaf.

## Résidences et distinctions
- Prix de poésie Marceline Desbordes Valmore, décerné en 1995 par la Maison de la Poésie, Paris
- Résidence d'écriture au monastère de Saorge en 2017[38]

## Activités politiques
Philippe Guénin (sous le nom de Gourret-Guénin) a été candidat aux élections législatives 2022 pour le Parti animaliste dans le département du Loiret (troisième circonscription),.

#### Sur les écrits de Philippe Guénin
- Hugo Marsan, La mise amour, Les Lettres françaises N° 27, décembre 1992
- Eric Maclos, Le Cri dans la toile, Supplément au journal l'Humanité, 8 janvier 2011
- Geneviève Clancy, Sur les bords de la perte, Gallimard Digraphe directeur de collection Jean Ristat N° 64
- Jean-Pierre Faye, Vers la désintégration des mots, Gallimard Digraphe directeur de collection Jean Ristat N° 64
- Jean-Marie Corbusier, « Anatomies du Néant de Philippe Guénin », site Recours au poème, 2014 [lire en ligne]
- Alain Marc, De la profondeur, éditions Douro, 2021

#### Recensions
Philippe Guénin fait partie des poètes recensés par Alain Marc dans son essai Écrire le cri, préfacé par Pierre Bourgeade.
En juin 2010, le site Poezibao a refusé un texte de Philippe Guénin, retenu pour l’anthologie en ligne d’Alain Marc, Poésies du cri. La cause de ce refus (qui a aussi entraîné la suppression de l'anthologie Poésies du cri) était le caractère manifestement érotique du texte. Philippe Guénin et Alain Marc ont adressé une lettre ouverte de protestation à Poezibao. Ils ont été soutenus par Les Lettres françaises, avec un article d'Eric Maclos intitulé : Le Cri dans la Toile.

#### Sur les œuvres visuelles de Philippe Guénin
- Yvon Birster, « Philippe Guénin, l'assomption du chaos » et « Philippe Guénin, l'assomption du chaos II », article des expositions de 2008 et 2010
- Alain Marc, partie « Première exposition » des poèmes « En regard, Sur Philippe Guénin » diffusée lors de l'exposition « L'Assomption du chaos II » de 2010
- Yvon Birster, « Cosmographies négatives », article de l'exposition de 2011
- Alain Marc, partie « Deuxième exposition » des poèmes « En regard, Sur Philippe Guénin » diffusée lors de l'exposition « Cosmographies négatives » de 2011
- Yvon Birster, « Cosmographies 2012 », article de l'exposition de 2012
- Alain Marc, En regard sur Froeliger, Kej, Griggio, Lawrence, Cullen, Bourdon, Thévenot, Guénin, Unicité, coll. « Le Metteur en signe », 2022, 140 p. (ISBN 9782373557527, présentation en ligne)

#### Sur Philippe Guénin, performeur
- Éric Maclos, « Philippe Guénin : la mort de Paris 8 », Digraphe, no 78,‎ 1996